# Exobasidium celtidis
Exobasidium celtidis ist eine Pilz-Art der Familie der Nacktbasidienverwandten (Exobasidiaceae) aus der Unterabteilung Ustilaginomycotina. Sie ist ein Endoparasit von Celtis tetrandra. Symptome des Befalls durch den Pilz sind hypertrophe, amphigene Flecken auf den Blättern der Wirtspflanze. Das Verbreitungsgebiet der Art liegt in Indien.

## Merkmale

### Makroskopische Merkmale
Exobasidium celtidis ist mit bloßem Auge nicht zu erkennen. Symptome des Befalls sind hypertrophische, amphigene (also das ganze Blatt bedeckende) Flecken von 10 bis 15 mm Durchmesser auf den Blattoberseiten der Wirtspflanze.

### Mikroskopische Merkmale
Das Myzel von Exobasidium celtidis wächst wie bei allen Nacktbasidien interzellulär und bildet Saugfäden, die in das Speichergewebe des Wirtes wachsen. Der Pilz besitzt eine monomitische Hyphenstruktur aus rein generativen Hyphen ohne Schnallen. Die viersporigen Basidien sind  keulenförmig und an der Basis einfach septiert. Sie wachsen direkt aus der Wirtsepidermis. Die Sporen sind hyalin, elliptisch bis eiförmig, dünnwandig und 9–15 × 5–9 µm groß. Reif haben sie vier bis fünf Septen.

## Verbreitung
Das bekannte Verbreitungsgebiet von Exobasidum celtidis liegt im südlichen Indien.

## Ökologie
Die Wirtspflanze von Exobasidium celtidis ist Celtis tetrandra. Der Pilz ernährt sich von den im Speichergewebe der Pflanzen vorhandenen Nährstoffen, seine Basidien brechen später durch die Blattoberfläche und setzen Sporen frei. Diese keimen, nachdem sie auf geeignetes Substrat gefallen sind, zu Keimschläuchen, aus denen sich dann neues Myzel entwickelt.